# Jandiala
Jandiala là một thành phố và là nơi đặt hội đồng đô thị (municipal council) của quận Amritsar thuộc bang Punjab, Ấn Độ.

## Địa lý
Jandiala có vị trí 31°10′B 75°37′Đ / 31,17°B 75,62°Đ Nó có độ cao trung bình là 226 mét (741 feet).

## Nhân khẩu
Theo điều tra dân số năm 2001 của Ấn Độ, Jandiala có dân số 23.829 người. Phái nam chiếm 53% tổng số dân và phái nữ chiếm 47%. Jandiala có tỷ lệ 67% biết đọc biết viết, cao hơn tỷ lệ trung bình toàn quốc là 59,5%: tỷ lệ cho phái nam là 70%, và tỷ lệ cho phái nữ là 62%. Tại Jandiala, 12% dân số nhỏ hơn 6 tuổi.